# Unione Sportiva Livorno 1928-1929
Questa voce raccoglie le informazioni riguardanti la Unione Sportiva Livorno nelle competizioni ufficiali della stagione 1928-1929.

## Stagione
Nella stagione 1928-1929 il Livorno rimane sostanzialmente invariato, anche se l'apporto dell'ex bolognese Bruno Maini risulterà determinante per raggiungere l'obiettivo stagionale. L'ex rossoblù realizzerà infatti 18 reti, quante Mario Magnozzi, ormai abituato al ruolo di capocannoniere labronico.
La squadra torna ad essere affidata ad un tecnico ungherese Vilmos Rady. A fine marzo subisce un umiliante (10-1) a Torino, quando la situazione sembra compromessa, invece la pesante sconfitta fa da stimolo alla squadra che raccoglie 14 punti (sei vittorie e due pareggi) nelle otto partite successive e chiude con un brillante risultato finale.
Il torneo, concluso al 7º posto, determinò la qualificazione della squadra alla Serie A 1929-1930, primo torneo di massima serie a girone unico.

## Divise
Maglia amaranto con bordi bianco-verde nel collo a V
| Prima divisa |

## Rosa
| N. |                   | Ruolo | Calciatore              |
| -- | ----------------- | ----- | ----------------------- |
|    | Italia (bandiera) | P     | Paolo Lami              |
|    | Italia (bandiera) | P     | Franco Lipizer          |
|    | Italia (bandiera) | D     | Aldo Bandini (I)        |
|    | Italia (bandiera) | D     | Piero Bandini (II)      |
|    | Italia (bandiera) | D     | Ilio Guerrini           |
|    | Italia (bandiera) | D     | Gastone Innocenti (III) |
|    | Italia (bandiera) | D     | Bruno Neri              |
|    | Italia (bandiera) | C     | Mario Baldi             |
|    | Italia (bandiera) | C     | Alessandro Cucciolini   |
|    | Italia (bandiera) | C     | Gino Demi               |
|    | Italia (bandiera) | C     | Bruno Giraldi           |

| N. |                   | Ruolo | Calciatore          |
| -- | ----------------- | ----- | ------------------- |
|    | Italia (bandiera) | C     | Mario Mannucci      |
|    | Italia (bandiera) | C     | Plinio Paolini I    |
|    | Italia (bandiera) | A     | Ferrero Alberti     |
|    | Italia (bandiera) | A     | Mario Del Cittadino |
|    | Italia (bandiera) | A     | Dino Gambogi        |
|    | Italia (bandiera) | A     | Mario Magnozzi      |
|    | Italia (bandiera) | A     | Bruno Maini         |
|    | Italia (bandiera) | A     | Mario Palandri      |
|    | Italia (bandiera) | A     | Giuseppe Pegolotti  |
|    | Italia (bandiera) | A     | Paolo Silvestri     |
|    | Italia (bandiera) | A     | Corrado Volpe       |

## Risultati

### Divisione Nazionale

#### Girone di andata
| Arbitro: | Lenti (Genova) |

|                         |           |                  |
| Magnozzi 40’ (rig.) 72’ | Marcatori | 48’, 67’ Ferrari |

| Arbitro: | Garbieri (Genova) |

|                        |           |                          |
| Magnozzi 25’ Volpe 44’ | Marcatori | 62’ Crosta 70’ Reguzzoni |

| Arbitro: | Dani (Genova) |

|                            |           |              |
| B. Tognana 66’ Pastore 73’ | Marcatori | 30’ Palandri |

| Arbitro: | Giorgi (Milano) |

|                                |           |                          |
| Vecchina 5’, 43’, 69’ R. Okely | Marcatori | 4’ Maini 57’, 89’ (rig.) |

| Arbitro: | Osti (Ferrara) |

|                                                                            |           |              |
| Alberti 11’ Palandri 27’ Maini 28’, 79’ Magnozzi 34’, 47’, 64’ Giraldi 36’ | Marcatori | 89’ L- Poggi |

| Arbitro: | Guarnieri (Milano) |

|           |           |                                             |
| Maini 31’ | Marcatori | 16’ Libonatti 18’ Gino Rossetti 70’ Vezzani |

| Arbitro: | Dani (Genova) |

|                                                      |           |                        |
| Gabba 9’, 39’, 42’ Patrucchi 10’, 84’ Zanni 75’, 87’ | Marcatori | 58’ Maini 69’ Palandri |

| Arbitro: | Scarpi (Dolo) |

|  |           |                          |
|  | Marcatori | 45’ Alberti 75’ Magnozzi |

| Arbitro: | Osti (Ferrara) |

|                                 |           |                         |
| Silvestri 17’, 30’ Palandri 48’ | Marcatori | 66’ Gianelli 71’ Buschi |

| Arbitro: | Rovida (Milano) |

|              |           |              |
| Corengia 21’ | Marcatori | 68’ Magnozzi |

| Arbitro: | Medica (Bologna) |

|                    |           |  |
| Aliatis 35’ (rig.) | Marcatori |  |

| Arbitro: | Lenti (Genova) |

|               |           |  |
| Silvestri 68’ | Marcatori |  |

| Arbitro: | Caironi (Milano) |

|                        |           |             |
| Silvestri 6’ Maini 17’ | Marcatori | 57’ Bertini |

| Arbitro: | Guarnieri (Milano) |

|                                                             |           |              |
| Bottaro 1’, 43’ Carnevali 12’ Oxilia 40’ Bandini 58’ (aut.) | Marcatori | 88’ Palandri |

| Arbitro: | U. Gama (Milano) |

|              |           |             |
| Palandri 37’ | Marcatori | 7’ Pasinati |

#### Girone di ritorno
| Arbitro: | Mastellari (Bologna) |

|                                                        |           |              |
| Cattaneo 12’, 34’ Banchero 51’ Ferrari 52’ Gandini 75’ | Marcatori | 56’ Palandri |

| Arbitro: | Lenti (Genova) |

|                                     |           |             |
| G. Colombo 11’ Reguzzoni 35’ (rig.) | Marcatori | 29’ Alberti |

| Arbitro: | Medica (Bologna) |

|           |           |  |
| Maini 46’ | Marcatori |  |

| Arbitro: | Caironi (Milano) |

|                        |           |  |
| Silvestri 7’ Maini 55’ | Marcatori |  |

| Arbitro: | Guarnieri (Milano) |

|                        |           |  |
| L. Poggi 80’ Bruno 83’ | Marcatori |  |

| Arbitro: | Mastellari (Bologna) |

|                                                                                              |           |           |
| Gino Rossetti 12’ (rig.), 35’, 78’, 85’ Libonatti 19’, 64’, 80’ Ruffino 30’ Vezzani 38’, 84’ | Marcatori | 62’ Maini |

| Arbitro: | Dani (Genova) |

|                                             |           |  |
| Maini 2’, 40’, 78’ Magnozzi 48’ Alberti 60’ | Marcatori |  |

| Arbitro: | Giulini (Lodi) |

|                                                  |           |                              |
| Paolini 38’ Magnozzi 41’, 71’ Silvestri 79’, 84’ | Marcatori | 46’, 58’ Mariani 83’ Ravetta |

| Arbitro: | D'Alessandro (Vercelli) |

|  |           |                             |
|  | Marcatori | 10’, 15’ Maini 46’ Magnozzi |

| Arbitro: | Bruna (Venezia) |

|           |           |                |
| Maini 29’ | Marcatori | 63’ Francovich |

| Arbitro: | Sani (Ferrara) |

|                                    |           |               |
| Giraldi 46’, 63’ Magnozzi 51’, 70’ | Marcatori | 30’ It. Rossi |

| Roma 26 maggio 1929 27ª giornata | Roma          | 0 – 0 | Livorno | Stadio Nazionale\| Arbitro: \| Dani (Genova) \| |
| Arbitro:                         | Dani (Genova) |       |         |                                                 |

| Arbitro: | Asei Conte (Vercelli) |

|                            |           |                             |
| Ossoinach 30’ Corsetti 70’ | Marcatori | 16’, 51’ Maini 17’ Palandri |

| Arbitro: | A. Gama (Milano) |

|                           |           |  |
| Magnozzi 48’ Palandri 60’ | Marcatori |  |

| Arbitro: | Dani (Genova) |

|                                                                          |           |                        |
| Castellani 19’ L. Gazzari 29’ (rig.) A. Bandini 75’ (aut.) Ostromann 88’ | Marcatori | 12’ Maini 48’ Magnozzi |

## Statistiche

### Statistiche di squadra
| Competizione        | Punti | In casa | In casa | In casa | In casa | In casa | In casa | In trasferta | In trasferta | In trasferta | In trasferta | In trasferta | In trasferta | Totale | Totale | Totale | Totale | Totale | Totale | DR |
| Competizione        | Punti | G       | V       | N       | P       | Gf      | Gs      | G            | V            | N            | P            | Gf           | Gs           | G      | V      | N      | P      | Gf     | Gs     | DR |
| ------------------- | ----- | ------- | ------- | ------- | ------- | ------- | ------- | ------------ | ------------ | ------------ | ------------ | ------------ | ------------ | ------ | ------ | ------ | ------ | ------ | ------ | -- |
| Divisione Nazionale | 32    | 15      | 10      | 4       | 1       | 40      | 17      | 15           | 3            | 2            | 10           | 21           | 45           | 30     | 13     | 6      | 11     | 61     | 62     | -1 |

### Statistiche dei giocatori
| Giocatore        | Divisione Nazionale | Divisione Nazionale |
| Giocatore        | Presenze            | Reti                |
| ---------------- | ------------------- | ------------------- |
| F. Alberti       | 26                  | 4                   |
| M. Baldi         | 27                  | 0                   |
| A. Bandini       | 16                  | 0                   |
| P. Bandini       | 11                  | 0                   |
| A. Cucciolini    | 24                  | 0                   |
| M. Del Cittadino | 8                   | 0                   |
| G. Demi          | 4                   | 0                   |
| D. Gambogi       | 5                   | 0                   |
| B. Giraldi       | 25                  | 3                   |
| I. Guerrini      | 1                   | 0                   |
| G. Innocenti     | 25                  | 0                   |
| P. Lami          | 23                  | -48                 |
| F. Lipizer       | 7                   | -14                 |
| M. Magnozzi      | 25                  | 18                  |
| B. Maini         | 27                  | 17                  |
| M. Mannucci      | 6                   | 0                   |
| B. Neri          | 1                   | 0                   |
| M. Palandri      | 16                  | 10                  |
| P. Paolini       | 22                  | 1                   |
| G. Pegolotti     | 1                   | 0                   |
| P. Silvestri     | 28                  | 8                   |
| C. Volpe         | 2                   | 0                   |